# Moschee des Islam Aga

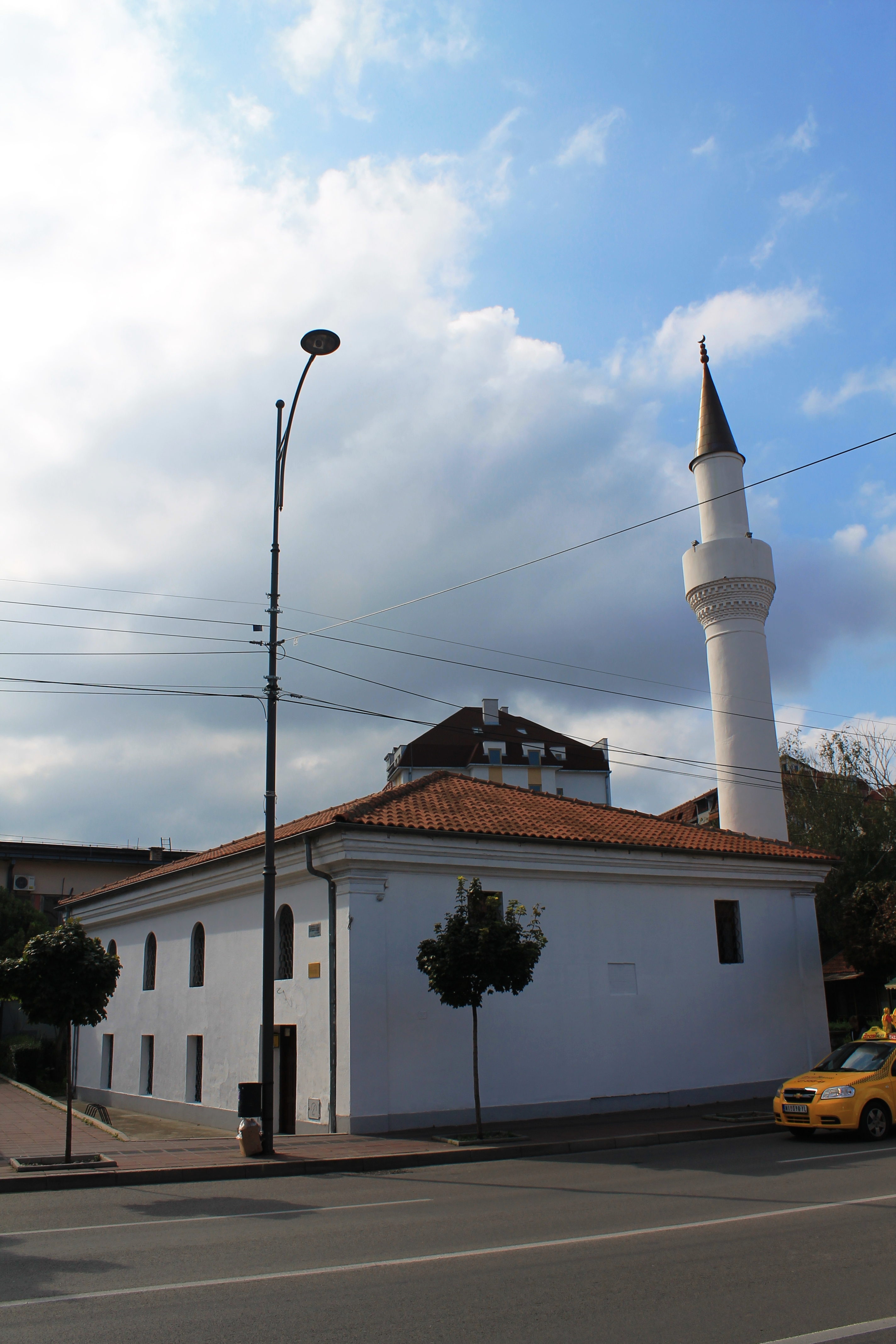
Ansicht der Moschee im September 2014

Die Moschee des Islam Aga (serbisch-kyrillisch Ислам-агина џамија) oder auch Hadrović-Moschee (Хадровић џамија) ist eine Moschee in der Straße Milojka Lešjanina im Zentrum der serbischen Stadt Niš und die einzige noch genutzte Moschee der Stadt.

## Geschichte

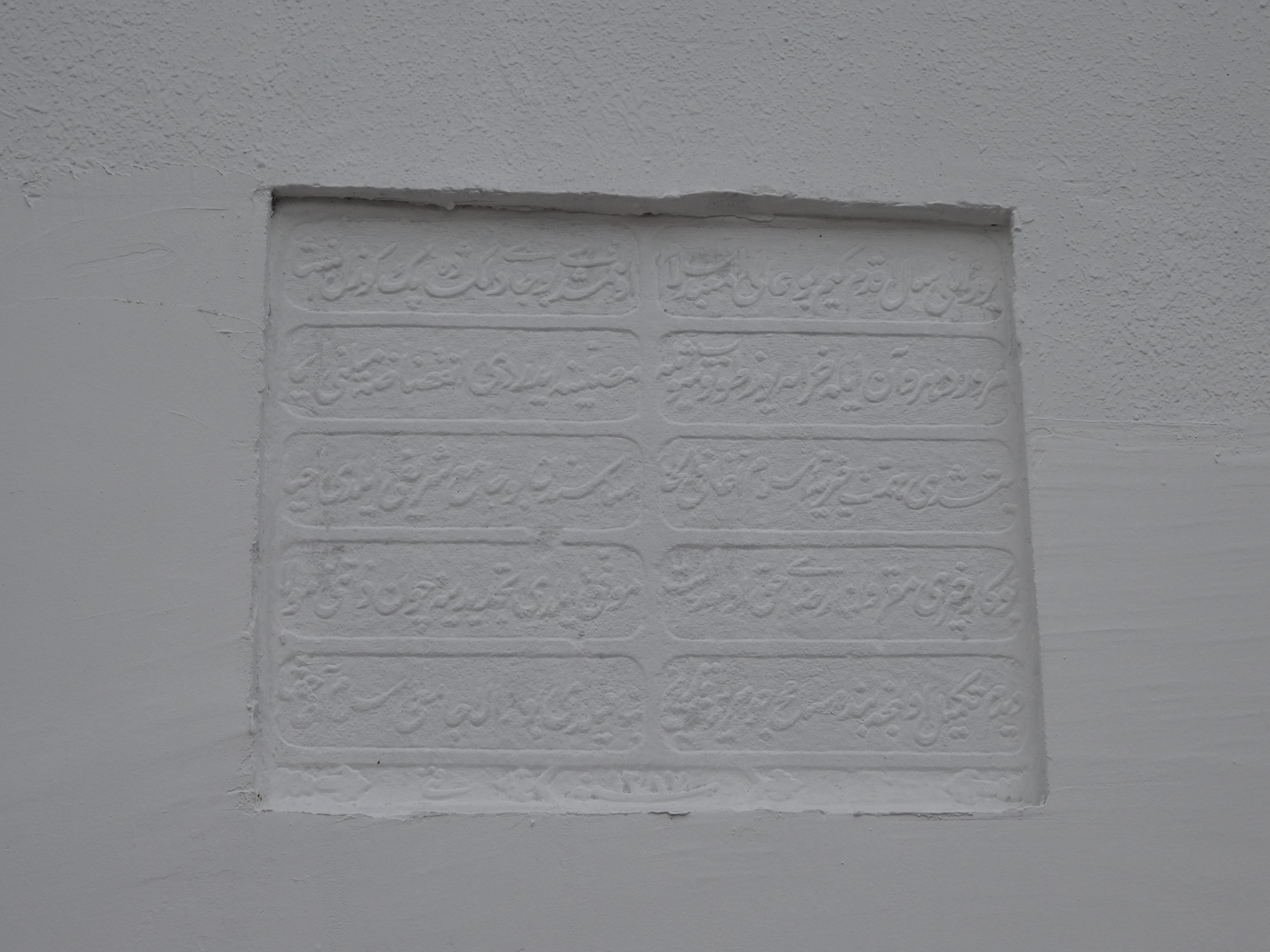
Übermalte osmanische Inschrift

Die Moschee des Islam Aga wurde im Jahr 1720 errichtet und im Jahre 1870, kurz vor der Eroberung des osmanischen Niš durch die Serben, erneuert.
Von den zwanzig Moscheen aus osmanischer Zeit ist sie die einzige, die noch genutzt wird. Es gibt eine weitere in der Festung von Niš, die in eine Galerie umgewandelt wurde, und eine in der Nähe des Universitätsrektorats, die während der anglo-amerikanischen Bombardierung der Stadt 1944 beschädigt wurde. 1954 wurde die Moschee des Islam Aga durch die Regierung Jugoslawiens unter staatlichen Schutz gestellt.
In der Nacht vom 27. auf den 28. August 2003 wurde die Moschee bei einer Feier von FK-Partizan-Fußballfans, die die Qualifizierung für die Champions League feierten, beschädigt. Eine Gruppe von hundert Hooligans warf Steine in Richtung der Moschee und zertrümmerte zwei Fenster am Gebäude.
Die Moschee wurde am 17. März 2004 durch serbische Demonstranten, als Reaktion auf die Ausschreitungen und Anschläge gegen Kirchen und Klöster im Kosovo in Brand gesetzt und beschädigt, in der Folge aber, bis August 2013, vollständig wiederhergestellt.